# Aleksiej Antonow
Aleksiej Inokientiewicz Antonow (ros. Алексей Иннокентьевич Антонов, ur. 3 września?/15 września 1896 w Grodnie, zm. 18 czerwca 1962 w Moskwie) – radziecki dowódca wojskowy, generał armii, szef Sztabu Generalnego Armii Czerwonej, szef Sztabu Zjednoczonych Sił Zbrojnych Państw Stron Układu Warszawskiego.

## Życiorys
Urodził się w rodzinie oficera. Matka była pochodzenia polskiego i w latach dziecinnych rozmawiał i po rosyjsku, i po polsku. Ukończył Pawłowską Szkołę Wojskową w 1916. Uczestniczył w I wojnie światowej w stopniu chorążego. W maju 1918 zdemobilizowany, pracował jako urzędnik w Piotrogrodzie. Od kwietnia 1919 wcielony do Armii Czerwonej. Uczestnik wojny domowej na Froncie Południowym na stanowisku szefa sztabu brygady.
Po wojnie domowej przeszedł służbę od szefa sztabu brygady do szefa sztabu okręgu wojskowego. W 1931 ukończył Akademię Wojskową im. M. Frunzego w Moskwie, w 1933 fakultet operacyjny tej akademii, a w 1937 Wojskową Akademię Sztabu Generalnego. W latach 1938–1940 był wykładowcą w akademii wojskowej.
Po napaści Niemiec na ZSRR, od sierpnia 1941 służył na stanowiskach szefa sztabu frontów: Południowego, Północno-Kaukaskiego, Zakaukaskiego i Czarnomorskiej Grupy Wojsk. Od grudnia 1942 był I zastępcą szefa Sztabu Generalnego, a od lutego 1945 szefem Sztabu Generalnego Armii Czerwonej. Uczestniczył w konferencjach w Jałcie i Poczdamie. W latach 1948–1954 był I zastępcą i dowódcą Zakaukaskiego Okręgu Wojskowego. Od kwietnia 1954 był I zastępcą szefa Sztabu Generalnego, a od maja 1955 szefem sztabu Zjednoczonych Sił Zbrojnych Państw Stron Układu Warszawskiego, jednocześnie od 26 maja 1955 do 24 maja 1958 był sekretarzem generalnym Układu.
W 1956 poślubił Olgę Liepieszyńską, primabalerinę Teatru Bolszoj.
Zmarł 18 czerwca 1962 w Moskwie, pochowany pod murem kremlowskim na Placu Czerwonym.

## Awanse
- pułkownik – 2 grudnia 1935
- kombrig – 16 lipca 1937
- generał major – Uchwała Rady Komisarzy Ludowych nr 945	z 4 czerwca 1940
- generał porucznik – Uchwała Rady Komisarzy Ludowych nr 2294 	 z 27 grudnia 1941
- generał pułkownik – Uchwała Rady Komisarzy Ludowych nr 362	z 4 kwietnia 1943
- generał armii – Uchwała Rady Komisarzy Ludowych nr 915	z 27 sierpnia 1943

## Ordery i odznaczenia
- Order „Zwycięstwo” (ZSRR, 1945)
- Order Lenina – trzykrotnie (ZSRR)
- Order Czerwonego Sztandaru – czterokrotnie (ZSRR)
- Order Suworowa I klasy – dwukrotnie (ZSRR)
- Order Kutuzowa I klasy (ZSRR)
- Order Wojny Ojczyźnianej I klasy (ZSRR)
- Order św. Anny IV klasy (Imperium Rosyjskie)
- Order Lwa Białego I klasy (CSSR)
- Krzyż Wojenny Czechosłowacki 1939 (CSSR)
- Krzyż Komandorski Orderu Legii Honorowej (Francja)
- Krzyż Wojenny (Francja)
- Order Partyzanckiej Gwiazdy I klasy (Jugosławia)
- Order Czerwonego Sztandaru (Mongolia)
- Krzyż Wielki Orderu Virtuti Militari (Polska, 1945)[4]
- Wielka Komandorska Legia Zasługi (USA)